# Ferdinand Oktavián Bruntálský z Vrbna
Ferdinand Oktavián Bruntálský z Vrbna (německy Ferdinand Octavian von Wrbna-Freudenthal, † 21. prosince 1695) byl moravský šlechtic, pocházel ze slezské linie rodu Bruntálských z Vrbna.

## Život

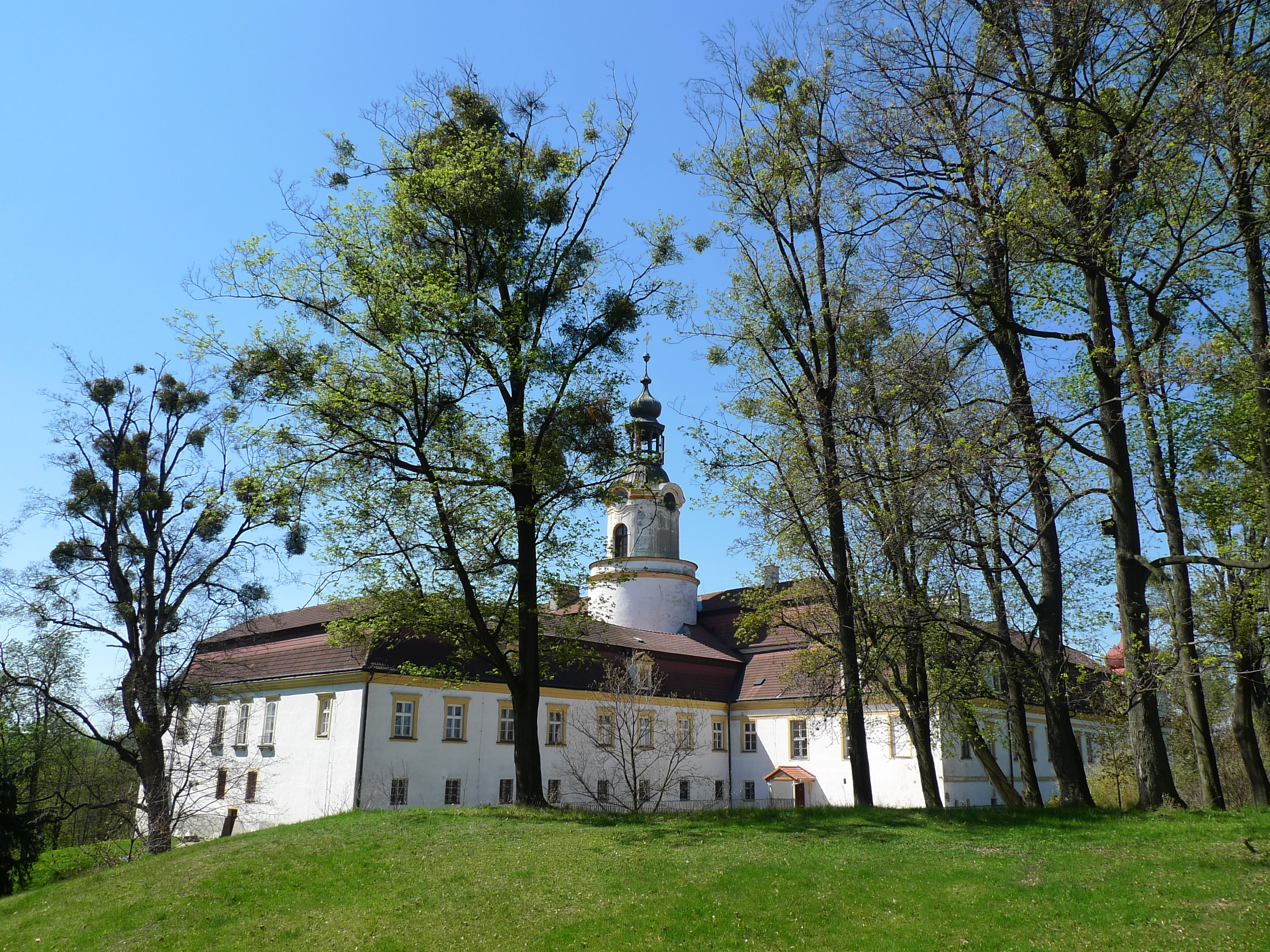
Zámek Velké Heraltice

Narodil se jako syn hraběte Jiřího Štěpána a jeho druhé manželky Marie Alžběty hraběnky Kinské.
Zastával úřady zemského hejtmana v Opolí a Ratiboři. Panství Velké Heraltice, které v 15. století koupil Jan z Vrbna od vévody Arnošta Opavského, prodal cisterciáckému klášteru Velehrad, avšak s trvalou podmínkou monžého zpětného odkupu pro něho nebo jeho potomky. K takovému zpětnému odkupu skutečně došlo 23. července 1765 v osobě nejvyššího dvorského maršálka Evžena Václava Bruntálského z Vrbna. Velehradskému klášteru pak Ferdinand Oktavián prodal také panství Klimkovice.

### Manželství
Hrabě Ferdinand Oktavián Bruntálský z Vrbna se oženil se šlesvicko-holštýnsko-sonderburskou vévodkyní Marií Sibylou, čímž se rod Bruntálských z Vrbna stal příbuzensky spřízněným s většinou evropských knížecích dvorů.
Po smrti hraběte, kterou snad způsobila otrava, se v roce 1711 vdova Marie Sibyla provdala podruhé. Jejím manželem se stal italský vyslanec ve Vídni Carlo Antonio Gianini, Marchese di Carpineto (1654-1742), který později po její smrti zdědil její majetek.